# 全国党代会集会场
49°26′N 11°07′E / 49.43°N 11.12°E
全国党代会集会场（德語：Reichsparteitagsgelände）位于德国纽伦堡东南，面积约11平方公里。1933年至1938年间曾举行6次纳粹党代会。

## 概述
集会场包括：
- 路易特珀尔德集会场（Luitpoldarena）；
- 老会议大厅（Luitpold Hall），在二战中损坏，随后被拆除；
- 会议大厅（Kongresshalle），或新会议大厅（Neue Kongresshalle），未完成；
- 齐柏林场（Zeppelinfeld），另一个集会场；
- 三月场（Märzfeld），国防军集会场，未修筑完成，随后被拆除；
- 德意志体育场（Deutsches Stadion），曾为世界上最大的体育场；
- 希特勒青年团体育场（Stadion der Hitlerjugend），今为法兰克人体育场；
- 大道（Große Straße），计划中的游行用道路；

文化会馆（Haus der Kultur）及其入口计划放置在大道的西北端，靠近新会议大厅。
实际上，仅“齐柏林场”、“Luitpoldarena”以及“大道”得以修筑完成，1973年它们被纳入文物保护范围，以使这一纳粹建筑的显著样例得以存留。会场由希特勒的建筑师阿尔伯特·斯佩尔主持设计。会议大厅是由路德维希·拉夫和弗朗茨·拉夫设计的。
1933年8月30日，希特勒宣布纽伦堡为“全国党代表大会城”，党代会并没有具体的纲领性任务，而是在宣传角度显示国家的团结，以及国家社会主义运动的纽伦堡集会同中世纪帝王在纽伦堡举行会议之间的联系。
今天，这一集会场被辟为纪念场所，亦为諾里斯賽道的部分赛道。

## 纽伦堡集会场党代会列表
| 日期                             | 地点   | 名称 |
| -------------------------------- | ------ | --- |

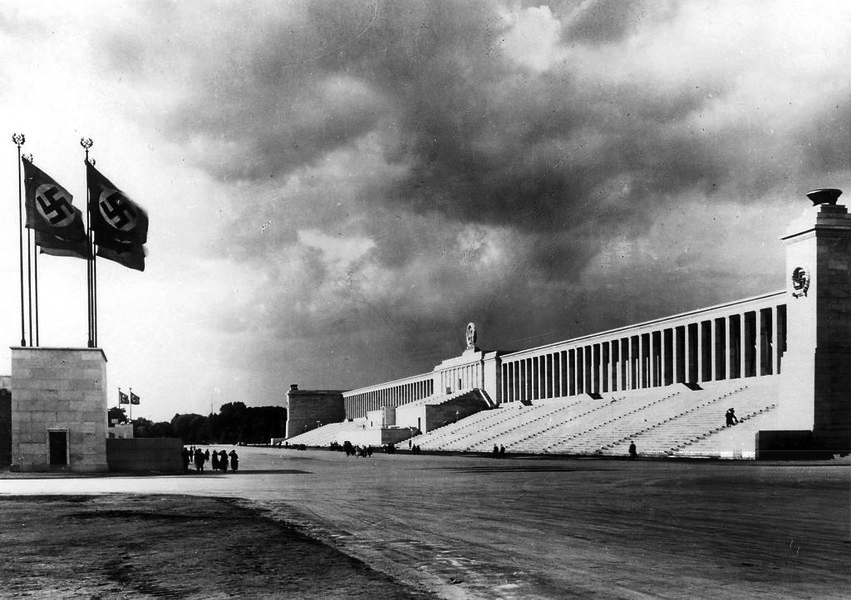
1938年的集会场

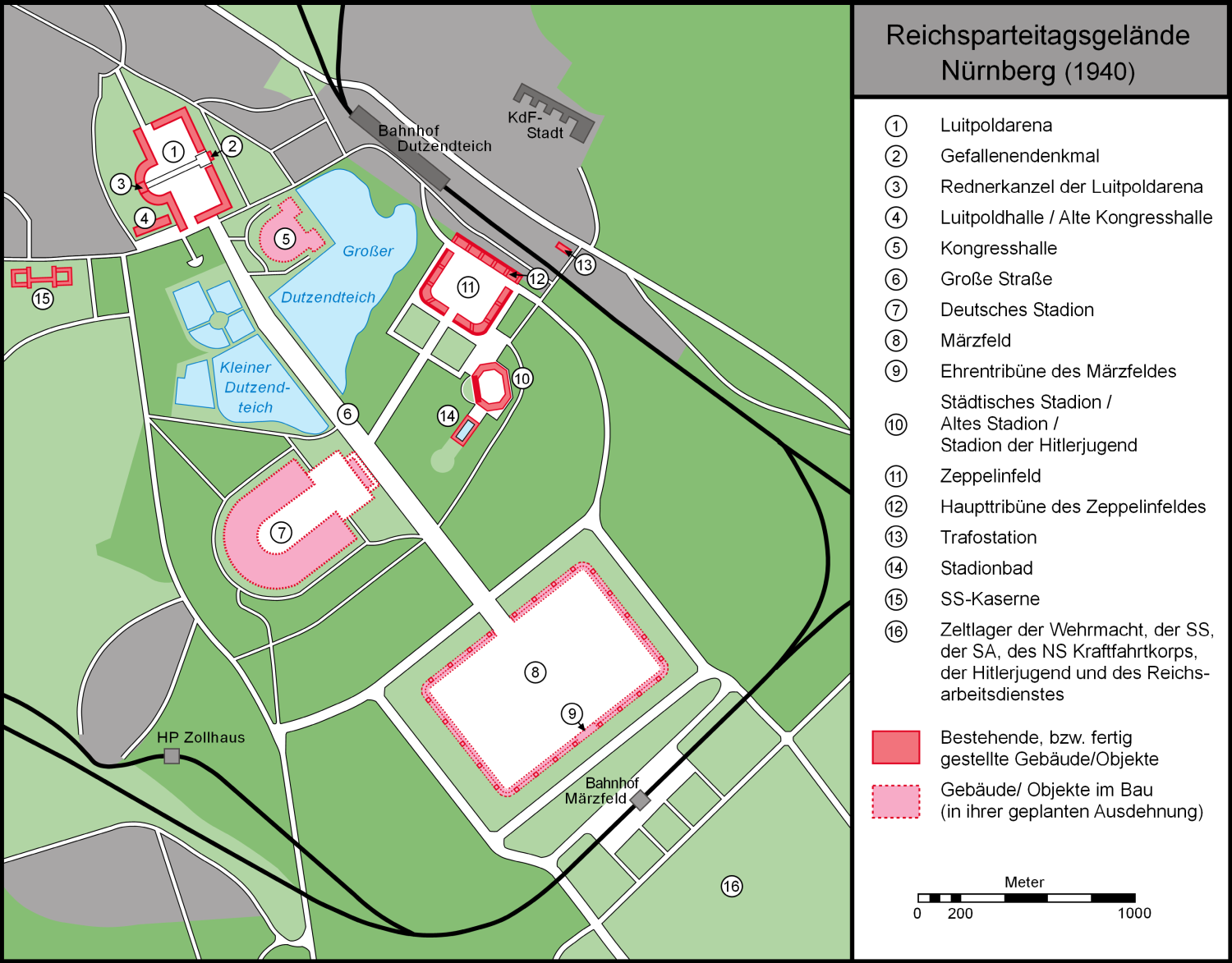
1940年的集会场

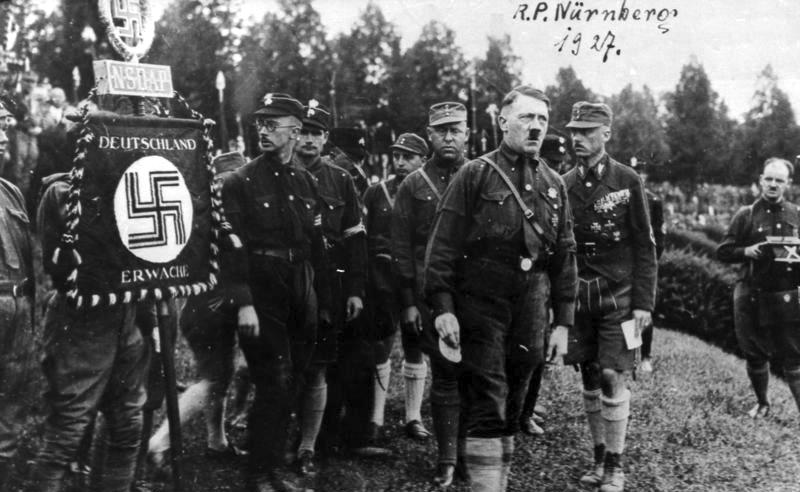
1927年纽伦堡第一届党代会

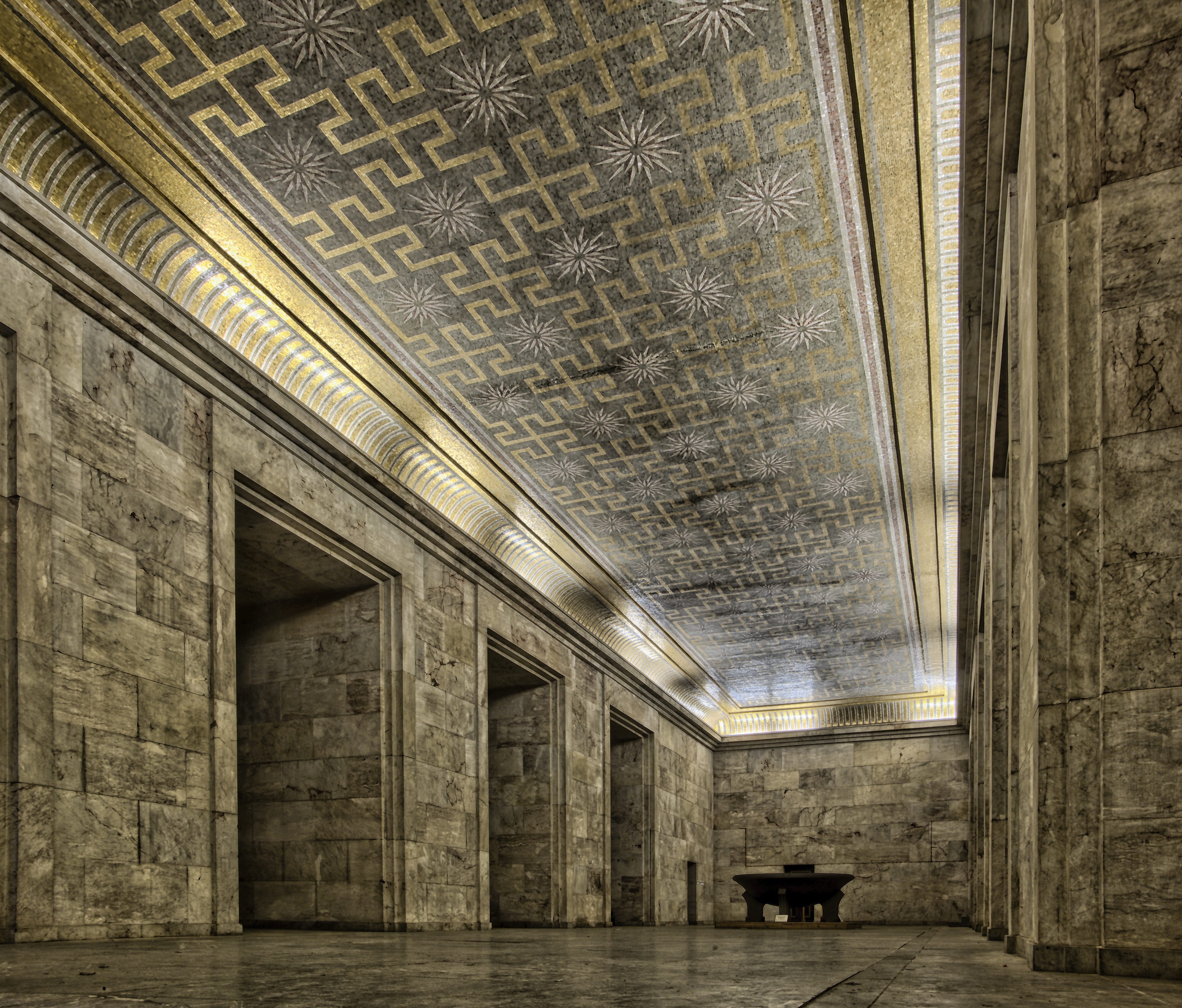
"Goldener Saal"

| 1933年8月30日-9月3日             | 纽伦堡 | “胜利”全国党代会（Reichsparteitag des Sieges），此次党代会的纪录片为莱尼·里芬斯塔尔拍摄的《信仰的胜利》                   |
| 1934年9月5-10日                  | 纽伦堡 | “团结和力量”全国党代会（Reichsparteitag der Einheit und Stärke），此次党代会的纪录片为莱尼·里芬斯塔尔拍摄的《意志的勝利》 |
| 1935年9月10-16日                 | 纽伦堡 | “自由”全国党代会（Reichsparteitag der Freiheit）                                                                          |
| 1936年9月8-14日                  | 纽伦堡 | “荣誉”全国党代会（Reichsparteitag der Ehre）                                                                              |
| 1937年9月6-13日                  | 纽伦堡 | “劳动”全国党代会（Reichsparteitag der Arbeit）                                                                            |
| 1938年9月5-12日                  | 纽伦堡 | “大德意志”全国党代会（Reichsparteitag Großdeutschland）                                                                   |
| 1939年9月2日（因战争爆发而取消） | 纽伦堡 | “和平”全国党代会（Reichsparteitag des Friedens）                                                                          |